# Vines
Vines (in croato Vinež) è un insediamento del comune di Albona, nella regione istriana, in Croazia. Nel 2011, la località conta 1.210 abitanti.

## Società

### Evoluzione demografica
Questa è l'evoluzione demografica della località di Vines secondo i seguenti anni: 
| 1880    | 1890    | 1900    | 1910    | 1948    | 1953    | 1961    | 1971      | 1981    | 1991      | 2001      | 2011      |
| ------- | ------- | ------- | ------- | ------- | ------- | ------- | --------- | ------- | --------- | --------- | --------- |
| 159 ab. | 373 ab. | 425 ab. | 465 ab. | 984 ab. | 922 ab. | 955 ab. | 1.150 ab. | 911 ab. | 1.048 ab. | 1.163 ab. | 1.210 ab. |